# 숏버스
숏버스(Shortbus)는 2006년 공개된 존 캐머런 미첼 감독의 미국의 코미디 영화이다. 줄거리는 2000년대 초 뉴욕시에서 필사적으로 연결을 시도하는 다채로운 캐릭터들의 성적으로 다양한 앙상블을 중심으로 전개된다. 등장인물들은 2000년대 초반에 있었던 다양한 뉴욕 지하 모임에서 대략 영감을 받은 주간 브루클린 예술/성행위 살롱에 모이다. 미첼에 따르면, 이 영화는 "포르노에 맡기기에는 너무 흥미롭기 때문에 섹스를 새로운 영화적 방식으로 사용"하려고 시도한다. 숏버스에는 눈에 보이는 삽입 및 남성 사정이 포함된 시뮬레이션되지 않은 성교가 포함된 다양한 노골적인 장면이 포함되어 있다.

## 줄거리
2000년대 초 뉴욕을 배경으로, 성적으로 다양한 인물들이 서로 연결되려 고군분투하는 이야기다. 주인공 중 한 명인 부부 상담사 소피아는 남편과 관계에서 어려움을 겪던 중, 숏버스라는 예술적이고 성적인 살롱을 알게 된다. 이 살롱은 드래그 아티스트 저스틴 본드가 주최하며, 다양한 사람들이 모여 교류한다. 소피아는 숏버스에서 만난 도미나트릭스 세버린과 친해지며, 자신의 성적 불만을 해소하려 노력한다.
또 다른 주인공인 제임스와 제이미는 연인 관계이지만, 제임스는 새로운 관계를 시도하고 싶어 한다. 그러던 중 세스라는 젊은 가수를 만나 세 사람이 관계를 맺게 된다. 한편 제임스와 제이미의 옆집에 사는 스토커 칼렙은 이들의 관계에 집착하며, 세스가 끼어들면서 관계가 깨질까 봐 불안해한다. 제임스는 자신의 삶과 관계에 대한 영화를 찍는데, 그것이 사실은 자살 시도였다는 사실이 드러난다. 칼렙의 도움으로 목숨을 건진 제임스는 그에게 의지하게 된다.
영화는 등장인물들의 감정적 문제와 성생활이 연결되어 있음을 보여준다. 칼렙과 제임스는 성관계를 맺고, 제임스는 처음으로 칼렙에게 깊은 관계를 허용한다. 소피아는 세버린과 함께 성적 자유를 추구하고, 남편 로브는 세버린과의 유료 만남에서 채찍질을 당하려 한다. 소피아는 오르가즘을 느끼기 위해 애쓰지만 계속 실패하고, 마침내 도시 전체가 정전되는 초현실적인 상황이 벌어진다.
마지막으로 숏버스에서 모두 다시 만나고, 정전이 된 가운데 저스틴 본드의 노래가 울려 퍼진다. 소피아는 다른 커플과 함께 성적인 경험을 하고 마침내 오르가즘을 느끼며, 다시 전기가 들어온다. 이 과정에서 등장인물들은 각자의 감정적 문제를 극복하고, 서로 간의 연결을 회복하며 영화는 마무리된다.

## 출연

### 주연
- 숙인 리
- 폴 도슨
- 린지 비미시
- PJ 드보이
- 요론다 로스

### 조연
- 라파엘 바커
- 피터 스틱클스
- 제이 브래넌
- 앨런 맨델

## 기타
- 공동제작: 파멜라 허쉬
- 협력프로듀서: 모건 하이그비 나이트
- 협력프로듀서: 닐 웨스트레이치
- 협력프로듀서: 리처드 워포드
- 미술: 조디 애스네스
- 세트: 사라 E. 맥밀런
- 의상: 커트 앤 바트
- 배역: 수잔 숍메이커